# آتش (فیلم ۲۰۰۲)
«آتش» (انگلیسی: Fire (2002 film)) یک فیلم است که در سال ۲۰۰۲ منتشر شد.